# ホルエムヘブ

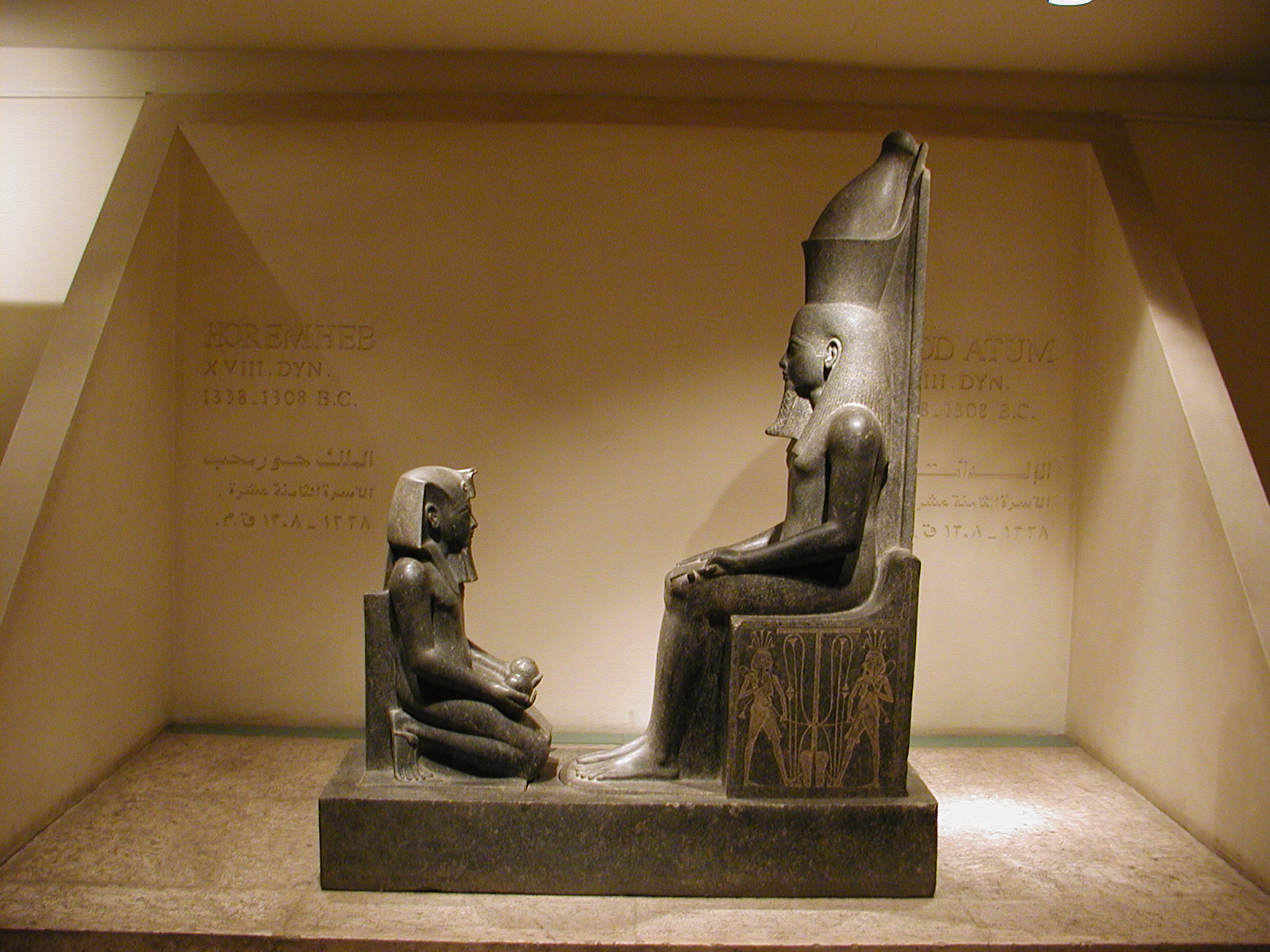
ホルエムヘブ（左）とアトゥム神の像（ルクソール博物館）。

ホルエムヘブ（英語: Horemheb, 在位：紀元前1323年 - 紀元前1295年）は、エジプト第18王朝最後のファラオ。名は「ホルス神は歓喜する」の意。

## 概要
アメンホテプ3世の時代から王家に仕えた軍人であり、ツタンカーメンの時代には将軍の地位にあった。紀元前1323年、高齢だったアイの死後、アイが後継者に指名していた軍司令長官のナクトミンを打倒し、即位した。王女ムトネジュメトを娶っていたため、王朝の継続性は維持された。
即位後は軍人出身者を神官に任命し、王朝中期以来ファラオの権力を脅かしていたアメン神官団を統制下に置くことでファラオの権力を回復した。
自らをアメンホテプ3世の後継者として位置づけ、アクエンアテン以降四代の王の存在を抹殺、これら諸王の業績を自らのものとしているが、アマルナ諸王特にアクエンアテンの評判が悪かったためか、当時は特に非難を受けることもなかった。
関係が良好であったアイの事跡をも抹消している理由は不明であるが、ナクトミンを重用したことに対する反感と、簒奪者としての汚名から友人であった彼を守るためと二つの理由が考えられる（彼はナクトミンの記念碑及び彫像も破壊している）。
アマルナ時代以前の旧制への復帰を図り、優秀な腹心であり親友でもある軍司令官パ・ラメス（ラムセス1世）の補佐を受け腐敗しきっていた政界、官界及び軍を改革した。統治は厳格なもので民衆から支持された。
即位した時すでに高齢で、子には恵まれなかったため、遺言によりパ・ラメスがファラオとして即位した。ホルエムヘブの死を以て、第18王朝は終焉したとみなされる。その治世は28年続いたともされるが、ラムセス2世時代の裁判記録に記述されたホルエムヘブの治世(59年目)を基に、アクエンアテンからアイまでの4人の王の在位年数を差し引いて推定された年数に過ぎず確証は無い。即位時に高齢だった事や王墓が未完成である事、同時代の碑文から治世14年目以降の日付が確認できない事などから、近年は14年程度だったとする説が有力になりつつある。
ホルエムヘブは王家の谷のKV57に埋葬されたが、墓は盗掘に遭い壁画（偽壁）の一部が破壊され、最奥の玄室まで暴かれてしまっている。